# Eberhard Kneisl
Eberhard Kneisl   (Sölden, 12 de maig de 1916 - 26 de desembre de 2008) va ser un esquiador alpí austríac que va competir durant les dècades de 1930 i 1940.
En el seu palmarès destaquen dues medalles al Campionat del Món d'esquí alpí de 1936, de plata en la prova d'eslàlom i de bronze en la combinada. El 1948 va prendre part en els Jocs Olímpics d'Hivern de Sankt Moritz, on disputà dues proves del programa d'esquí alpí. Fou onzè en la combinada i quinzè en el descens.
No va poder disputar els Jocs d'hivern de 1936 perquè treballava com a monitor d'esquí i en aquell moment el moviment olímpic es regia per unes estrictes regles vers els professionals. En els anys previs a la Segona Guerra Mundial va guanyar diverses curses d'esquí internacionals. No va lluitar a la guerra perquè una úlcera d'estómac va fer que li haguessin d'extirpar una part del mateix.